# فینال جام حذفی فوتبال انگلستان ۲۰۱۲
فینال جام حذفی فوتبال انگلستان ۲۰۱۲ رقابت پایانی جام حذفی فوتبال انگلستان در سال ۲۰۱۲ میلادی است که مابین دو تیم چلسی و لیورپول در ورزشگاه ومبلی لندن برگزار شده است.
این مسابقه که در تاریخ ۵ مه ۲۰۱۲ انجام شده با نتیجه دو بر یک به سود تیم چلسی به پایان رسیده است.

## جزئیات مسابقه
| چلسی                          | ۲ – ۱ | لیورپول        |
| ----------------------------- | ----- | -------------- |
| رامیرس ۱۱' · دیدیه دروگبا ۵۲' | گزارش | اندی کارول ۶۴' |